# Humes-Jorquenay
Humes-Jorquenay è un comune francese di 586 abitanti situato nel dipartimento dell'Alta Marna nella regione del Grand Est.

## Società

### Evoluzione demografica
Abitanti censiti